# Sân bay quốc tế Kalibo
Sân bay quốc tế Kalibo (tiếng Philippines: Paliparang Pandaigdig ng Kalibo, Akeanon: Paeuparang Pangkalibutan it Kalibo) (mã IATA: KLO, mã ICAO: RPVK) là một sân bay phục vụ các khu vực Kalibo, thủ phủ của tỉnh Aklan ở Philippines, và là một trong hai sân bay phục vụ Boracay, sân bay kia là sân bay Godofredo P. Ramos ở thị trấn Malay. Đây là sân bay phát triển nhanh nhất ở Philippines về lưu lượng hành khách với tốc độ tăng trưởng hơn 50% trong năm 2010, và nhanh thứ nhì về số chỗ được cung cấp cho tháng 6 năm 2014 so với tháng tương ứng của năm trước (20%). Sân bay này được phân loại như là một sân bay quốc tế bởi Cơ quan Hàng không dân dụng Philippines, một cơ quan thuộc Bộ Giao thông vận tải nước này, chịu trách nhiệm về các hoạt động của tất cả các sân bay tại Philippines trừ các sân bay quốc tế lớn.
Sân bay này có cự ly 3 km về phía đông của khu vực chính của Kalibo và 68 km từ cảng Caticlan ở Malay. Sân bay quốc tế Kalibo phục vụ các tuyến bay với các điểm đến quốc tế như Đài Bắc, Seoul-Incheon, Busan, Thượng Hải, Thành Đô, Bắc Kinh, Hồng Kông, Singapore và Kuala Lumpur. Nó có nhiều tuyến bay với các điểm đến quốc tế hơn so với các điểm đến nội địa.

## Hãng hàng không và điểm đến

### Hàng khách

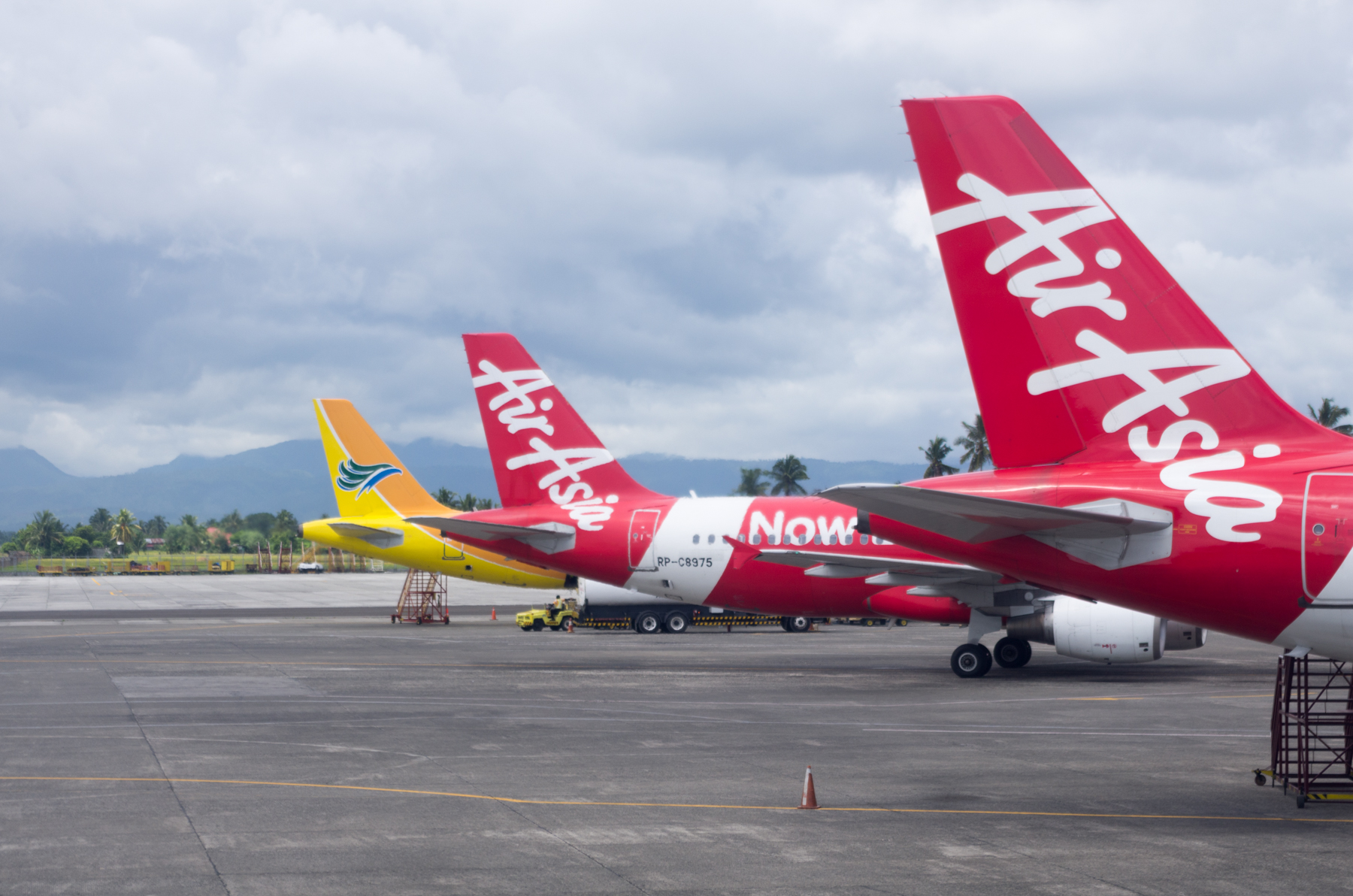
Máy bay Air Asia và Cebu pacific tại sân bay Kalibo.

| Hãng hàng không                              | Các điểm đến                                                                                  |
| -------------------------------------------- | --------------------------------------------------------------------------------------------- |
| AirAsia                                      | Kuala Lumpur–Quốc tế                                                                          |
| Cebgo                                        | Manila                                                                                        |
| Cebu Pacific                                 | Cebu, Hồng Kông, Manila, Seoul-Incheon Thuê chuyến: Quảng Châu, Thượng Hải-Phố Đông           |
| China Airlines                               | Đài Bắc-Đào Viên                                                                              |
| Mandarin Airlines                            | Thuê chuyến: Đài Bắc-Đào Viên                                                                 |
| Philippine Airlines                          | Thủ đô Bắc Kinh, Busan, Cebu, Manila, Seoul-Incheon, Đài Bắc-Đào Viên Thuê chuyến: Khabarovsk |
| Philippine Airlines vận hành bởi PAL Express | Manila Thuê chuyến: Hàng Châu, Thượng Hải-Phố Đông                                            |
| Philippines AirAsia                          | Busan, Manila, Seoul-Incheon                                                                  |
| SilkAir                                      | Singapore1                                                                                    |
| Tigerair                                     | Singapore                                                                                     |

^Ghi chú 1 : Chuyến bay này làm cho một điểm dừng trung gian giữa Kalibo và điểm đến được liệt kê. Tuy nhiên, nó không có quyền để vận chuyển hành khách duy nhất giữa Kalibo và điểm dừng trung gian.
| Bản đồ điểm đến |
| --- |
| KaliboBusanCebuTrùng KhánhClarkQuảng ChâuHàng ChâuKhabarovsk (KHV)Kuala LumpurManilaSeoul (ICN)Thượng Hải (PVG)SingaporeĐài Bắc (TPE) Các điểm đến phục vụ từ Kalibo : Thuê chuyến điểm đến |